# Skoczek szary
Skoczek szary (Omocestus haemorrhoidalis) – euroazjatycki gatunek owada prostoskrzydłego z rodziny szarańczowatych (Acrididae). Występuje głównie na murawach kserotermicznych i psammofilnych. W Polsce jest gatunkiem szeroko rozprzestrzenionym. Nie wykazano go jedynie w regionie Beskidu Zachodniego i Wschodniego, Kotliny Nowotarskiej i Tatr.

## Charakterystyka
Długość ciała samca wynosi 11–14 mm, natomiast samice są większe i osiągają 15–20 mm. Występuje w różnych odcieniach najczęściej są to odcienie szarości, u samców charakterystyczne są jaskrawe elementy takie jak wierzch głowy oraz fragmenty skrzydeł. Żywi się roślinnością.